# グリードアイランド
グリードアイランド（GREED ISLAND、略称：G・I）は、冨樫義博の漫画『HUNTER×HUNTER』に登場する架空のゲームソフト、またその舞台となる世界・島の名称。

## 概要
「ジョイステーション」（作中世界のゲーム機）専用ソフト。ゲーム史上最高値の58億ジェニーで限定100本のみ販売された。発売当時、定価58億で現金一括払いのみに関わらず約2万もの注文があった。
ハンター基準では入手難度G（最低ランク）。「数量100は多すぎる」「表市場に流通しており金さえあれば入手できる」つまりハンターとしてはこれくらい入手できなければ問題外だという。入手難により価格が高騰しており、オークションでは350億を越える値で落札されるほどになる。
念能力者が作ったゲームで念能力者にしかプレイできない。ゲームソフトをセットしたジョイステーションに両手を添える形で「練」を行うと、プレイヤーの身体・精神ごとゲーム世界に引きずり込まれ、ゲームを開始することができる。このゲームを開始したジョイステーションは電源なしで動作し続け、強い衝撃を与えても壊れない。この状態の本体に差したメモリーカードを抜くには、ゲーム開始時に配布される指輪が必要とのこと。
MMORPGの形式を取っており、参加者は全て同じゲーム世界、グリードアイランドを訪れることになる。特定のカードを入手できなければゲームから抜け出すことはできず、このアイテムの入手難易度が比較的高いため、未熟なプレイヤーは一生ゲームから抜け出せない可能性もある。脱出したい人間にとってそれ以外のカードは無意味なため、脱出用カードと引き換えにすればレアなスペルも入手できる可能性がある。ゲーム内の人間がどこまでNPCでどこまで住人を演じている人間なのか不明だが結婚や就職もできるようで、そこまでいくともう永住することになる。
ゲーム内での死は現実での死を意味しており、死ぬと死体は現実世界に戻る。ゲーム内のスペルで死ぬことはないが、プレイヤーの怪我や病気、プレイヤー同士の争い、ゲーム内に現れる怪物には注意を要する。
最大同時プレイ人数の設定は無い。このため、ゲーム内の世界に入るだけならば（居住面積や食糧確保などの実質的な問題はあるものの）無制限である。しかし、ゲームを中断して（一旦ゲーム外に出て）から、また続きをプレイする事を前提とした場合、セーブデータが必要なので、それを考慮した理論上の限界人数が存在する。ジョイステーションは1P・2P側にそれぞれマルチタップを接続する事により、本体1台＝ソフト1本につき最高8人分までのメモリーカードを接続できる。ゲームソフトの販売数は100本なので、セーブを前提としたプレイヤーの理論上の限界人数は800人になる。
ゲームスタート時に、プレイヤーの名前入力が自由に出来るため、本名でなくても偽名でプレイすることが可能。
スペルカード使用対象者リストのプレイヤー名の横にあるライトが暗くなっているプレイヤーは、G・I内にいない（自力で出たか死亡した）のを意味する。

## ゲームシステム

### スペル
このゲームではゲーム内で使える魔法があり、これをスペルと呼ぶ。プレイヤーは指輪をはめていれば誰でも最初から「ブック」と「ゲイン」の2つの魔法を使うことができる。

### バインダー
「ブック」を唱えるとプレイヤーの前に専用バインダーが現れる。バインダーには、カードを収めるためのポケット（指定ポケット100箇所、フリーポケット45箇所）、操作ボタン・表示画面・スピーカーなどが装備されている。再度「ブック」を唱えるとバインダーは消える。

### カード
ゲームで入手できるカードにはナンバーが付けられており、ナンバー000 - 099は指定ポケットカード、それ以外のナンバーはフリーポケットカードと呼ばれる。カードを収めるポケットはプレイヤーの任意だが、#ゲームクリア条件を満たすためには、指定ポケットカードをそれぞれ番号が付けられた指定ポケットに収める必要がある。指定ポケットには同じ番号のカード（「贋作」、「擬態」、「複製」で同じ番号に変身させたカードは可）しか収める事ができず、違う番号のカードを入れたらその瞬間破壊される。

#### カード化
ゲーム内のアイテムの多くは、入手すると自動的にカード化される(そこらへんの石でもカード化される)。また、一部の登場人物（NPC）も倒したり救出したりすることで入手とみなされ、同様にカード化される。スペルによらず魔法的な効果が得られる特殊アイテムも存在する。他にも、ゲーム内に登場するモンスターを倒すことでカード化され、換金することができる。内部の通貨もジェニーであるが、カード化されていなければただの紙扱いとなる(無論、金を多く持てばその分フリーポケットを占有してしまう)。
- カード化限度枚数（後述）に達しているとアイテムはカード化されない。
- カード化されたアイテムは「ゲイン」を唱えるとアイテムに戻る。
- カードを1分間連続してバインダー外に出しておくとアイテムに戻る。
- いずれの場合も、カードの状態から一度アイテムに戻ったものは「再生」を使わない限りカード化されない。

#### ランクとカード化限度枚数
各カードは入手難度の高い順にSS、S、A - Hという「ランク」が設定されている。また、それとは別に「カード化限度枚数」が設定されており、ランクが高いほどカード化できる枚数も少ない傾向にある（ただし、指定ポケットカードに限ってはランク下のカードがランク上のカードよりもカード化限度枚数が少ない場合もある）。
- プレイヤーAがカード化されるはずのアイテムCを入手してもカード化されない場合、プレイヤーAよりも先に同じアイテムを入手し、カード化された枚数が既に限度枚数に達しているということである。プレイヤーBが同カードを持っていると仮定すると、プレイヤーBがそのカードを「ゲイン」するか、プレイヤーBのカードデータが（ゲーム放棄や死亡で）消滅するとカード化枚数に余裕が出来る。その時点で他プレイヤーがアイテムCを保有していれば、それが自動的にカード化される。アイテムCを持つプレイヤーが複数いた場合は、入手が早い方が優先される。

#### スペルカード
全40種類あり「他プレイヤーからカードを奪う」「カードを奪われるのを防ぐ」「他プレイヤーの情報を手に入れる」「街へ瞬時に移動する」等様々な効果を持つ。これらを活用することがゲームクリアの鍵になる。
- 近距離スペルと遠距離スペルがあり、前者は術者の半径20m以内、後者は対象者がG・Iのどこにいても効果がある。
- プレイヤー同士が半径20m以内に入った時点から攻撃スペルをかけ合うことが可能になる。またこの範囲内でお互いの存在に気付かなくても遭遇したと見なされ、スペルカード使用対象者リストに追加される。
- 使用方法はカードを手に取り口で（カード名）使用（オン）と唱える[1]方法とバインダーの最終ページにカードをはめて決定ボタンを押す方法の2通り。前者の場合唱え終わった時点でカードは使用済み扱いとなるが、後者の場合決定ボタンを押さずにカードを抜くことでキャンセルできる。

### ゲームクリア条件
指定ポケットカードを100種類全部集めて、バインダーの指定ポケットに収めるとゲームクリアとなる。ゲームクリアの報酬として専用のイベントと、指定ポケットカードのうち3枚（重複不可）をゲームの外に持ち出すことができる。

## ゲームの流れ
1人用コンピュータRPGのように、街にたどり着いたプレイヤーはNPCなどからカード入手の為の情報収集を行い、その過程で発生する様々なイベントをこなして行く。G・I内のNPCはゲームマスターによって操作、あるいは具現化された人形で、プレイヤーの質問に対して画一的な答えしかしない。パーティーの人数条件が一致した場合にのみ発生するイベントがあり、プレイヤー単独でのクリアは難しくなっている。
モンスターも多数登場し、低レベルのハンターには大きな障害となる。モンスターはNPCと同様、ゲームマスターによって作られている。
カード入手の方法は大きく分けて「自分で探す」「他プレイヤーと交換する」「他プレイヤーから奪う」の3つである。奪うとは本来はスペルカードの効果によって奪うという事であるが、G・Iにおいては、カード化限度枚数という制限やレアアイテム入手の困難さから、直接的な暴力で奪う者もいる。プレイヤーを殺してしまうと、そのプレイヤーのカードデータは全て消滅してしまうため、カードは奪えなくなる（奪ってからの殺害は所有権が移っているので可能）。
スペルカードは（プレイヤー同士の売買を除けば）「魔法都市マサドラ」でしか購入できない。1袋3枚入りで10,000ジェニー、何が入っているかは開けるまでわからない。ランクが高い程出にくい。店で開けてバインダー内に入れなければカードは消滅する。

## セーブ方法
プレイデータのセーブには、メモリーカードと（おそらく初回プレイ開始時に手に入る）「指輪」が必要である。
- プレイヤーがゲーム内にいる間は対応するメモリーカードを抜くことが出来ない。
- プレイヤーがゲーム外に出た場合、バインダー内のフリーポケットに収められているカードは消滅する。
- プレイヤーがゲーム外に出て10日（240時間）経過すると、バインダー内の指定ポケットに収められているカードも消滅する。
- 所持カード情報は指輪に記録されている。また、1人のプレイヤーが複数の指輪をはめると所持カード情報は後からはめた指輪のデータに上書きされる。
- G・I内で死亡したプレイヤーの指輪データは消滅するが、G・I外で死亡すると消滅しない[3]。

## 作中何度も使われた指定ポケットカード
No.017 大天使の息吹
ランクSS-3。どんな重症や病気でも、天使の一吹きで全て治してくれる。一度使うと天使は消滅する。バッテラが求めていたカードの一つ。
スペルカード40種を全て集めると交換できるようになる。また、限度枚数に達している場合は代わりに他のアイテムでの「ゲイン待ち」に相当する「引換券」（No.102 ランクSS-150）のカードが与えられる。
No.025 リスキーダイス
ランクB-30。二十面体のサイコロで、一面が"大凶"、それ以外が"大吉"と書かれている。大吉を出せば、幸運が訪れるが、大凶を出してしまうとそれまでの大吉がチャラになるほど（死亡も例外ではない）の不幸が起こる。モタリケ曰く「最初の一回で大凶を出して死んだプレイヤー」がいるため、「それまでの大吉」というのはすべてのプレイヤーが出したものを指しているようだ。
ゴン達はギャンブル性の強いイベントでカードを手に入れるために使用、その最中に他プレイヤーの大凶効果を目撃しリスクの大きさを知る。キルアはそれに懲りず何度も使おうとしたため、仕舞いにはビスケに後頭部を打たれ気絶、その間にゴンとビスケは指定ポケット分以外のダイスを売却処分した。
本誌掲載時、十八面体という誤植があった。また、原作者曰く、これで出せる幸運の限界は「宝籤」でいえば「ランクA」が限度らしい（「宝籤」自体はランクSSのカードに変化する可能性もある）。
No.84 聖騎士の首飾り
ランクD-80。これを装着しているとすべての呪いを跳ね返すことができ、常に「反射」の効果が得られる他、カードにかけられた呪いも解くことが可能。プレイヤー同士の取引で「贋作」による詐欺を予防することができるが、「擬態」や「複製」で作られた有効なカードも無効化してしまう。
懸賞都市アントキバで開かれる月例大会の賞品のひとつ。また指定ポケットカードの中ではランクが低めに設定してあるため「堕落」「妥協」を用いて入手することも可能。

## ストーリーへの関わり
ゴン＝フリークスの父が仲間と一緒に作ったゲームとして登場する。大富豪バッテラはこのゲームのクリア特典を手にするために、オークションなどでゲームソフトを高額で買い集め、有力なハンターにプレイさせていた。また、クリアデータに500億ジェニーの懸賞金をかけていた。
ゴンは父を追い求め、オークションでゲームソフトの入手を試みるが資金が用意できず失敗。バッテラに雇われたプレイヤーとなり、ゲームに挑む。
ゲームは発売から10年以上の間クリアした者がいない状態であり、カード化限度枚数の関係から普通のプレイでのクリアが難しくなっていた。一部のプレイヤーは暴力による脅迫でカードを奪ったりしていたが、ゲームがさらに行き詰まってくるにつれ、「カード化限度枚数の空きが増えるだけでもマシ」と考え相手を殺してしまうプレイヤーキラーが横行し始める末期状態に近づいていた。さらに、そのような状況では入手はおろかイベント発生すら困難な｢一坪の海岸線｣が入手条件不明のまま現在に至っている。

## カードリスト

### 指定ポケットカード
指定ポケットカードは、Dランクの聖騎士の首飾りを除くとSS〜Bランクのカードで構成されている。
入手イベント等をクリアする事で入手できるが、ランクによって入手方法に特徴があり、Bランクは条件を満たせば店で購入する事も可能になる（年に1度しか入手イベントが発生しないカードもこの方法で入手可能）。また、SSランクのカードを持っていれば「妥協」を使ってBランクのカードを入手する事も一応は可能である。Aランク以下の指定ポケットカードはリスキーダイスと「宝籤」のコンボで入手する事も可能だが、リスクが高い上に目当てのカードが出る確率は低い。Sランクの指定ポケットカードを入手するには他の指定ポケットカードをアイテム化して使う必要がある場合も多い。SSランクの指定ポケットカードは、入手方法が判明しているものについては他の指定ポケットカードをアイテム化する必要がある物は無いが、他のプレイヤー（チームメンバー含む）との協力が必須となる物も多い。
| 指定番号 | カード名                   | ランク | 機能 |
| -------- | -------------------------- | ------ | --- |
| No.000   | 支配者の祝福               | SS-01  | クイズ優勝のほうびとして城が与えられる。人口1万人の城下町のおまけ付き。この町の住人はあなたの作る法律や指令に従い生活する。                                                                         |
| No.001   | 一坪の密林                 | SS-03  | 「山神の庭」と呼ばれる巨大な森への入り口。この森にしかいない固有種のみが数多く生息する。どの動物も人によくなつく。                                                                                  |
| No.002   | 一坪の海岸線               | SS-03  | 「海神の棲み家」と呼ばれる海底洞窟への入り口。この洞窟は入る度に中の姿を変え侵入者を迷わせる。 |
| No.003   | 湧き水の壷                 | A-17   | 常にきれいな水が湧き続ける壷。1日で1440ℓの水が湧き出る。 |
| No.004   | 美肌温泉                   | A-15   | 肌に関する悩みをすべて解消してくれる温泉。1日30分の入浴で赤ちゃんの様なスベスベの肌になる。 |
| No.005   | 神隠しの洞                 | S-08   | この洞に入って来ると、どこか人気の無い場所に移動している。ただし国内限定。どこへ飛ばされても、何故かお金を使う事無く洞の元へ帰ってくる事が出来る                                                    |
| No.006   | 酒生みの泉                 | A-15   | この泉の水を汲んで、1週間おいておくと酒に変わる。酒の種類はランダムだが、味は絶品。 |
| No.007   | 身重の石                   | S-10   | 重さ3kgのこの石を、1ヶ月間肌身離さず持っていると、達成の1週間後に男女問わず必ず身籠る。男石と女石の2種類あり、産みたい性別の石を持つ。                                                              |
| No.008   | 不思議ケ池                 | S-10   | この池に1匹魚を放すと次の日には1匹増えている。どんな水域に棲む魚でも生息・混泳が可能な池。 |
| No.009   | 豊作の樹                   | S-10   | ありとあらゆる果物が実る樹。どんなに収穫しても次の日には樹いっぱいに果物が成る。果物の種類と数はランダム。                                                                                          |
| No.010   | 黄金るるぶ                 | A-20   | 旅情報の雑誌。持ち主の好みの異性に出会える場所と時間を、数多く掲載している。 |
| No.011   | 黄金天秤                   | B-30   | 「どちらをとるか？」という二者択一に迫られた時、あなたの将来にとって有効な方法を選んでくれる天秤。                                                                                                  |
| No.012   | 黄金辞典                   | S-10   | 持ち主にとって得になる言葉を教えてくれる辞典。辞典を開き、黄金色に輝いている言葉を見つけてその意味を覚えておくと、次の日必ず役に立つ。                                                              |
| No.013   | 幸福通帳                   | A-20   | 日々のささやかな幸運を使わずに、この通帳にためておくと、その運を金額に換算して引き出す事が出来る。                                                                                                  |
| No.014   | 縁切り鋏                   | B-22   | このハサミで会いたくない人の写真を切ると、その人と2度と会わずにすむようになる。その写真に映っている人全てに有効(本人を除く)なので、注意が必要。                                                     |
| No.015   | きまぐれ魔人               | S-10   | 3つの望みを叶えてくれる魔人。ただし、違う望みを1000コあげて、その中から魔人が勝手に選ぶ。(「100億くれ」「101億くれ」など、金額を変えて望みを水増しするのは不可。)                                   |
| No.016   | 妖精王の忠告               | S-06   | あなたに足りないもの、直した方がいいところなどを優しく論じて的確なアドバイスを与えてくれる。たまに呼んでもないのに現れる事があるのが、少しうっとうしい。                                            |
| No.017   | 大天使の息吹               | SS-03  | 瀕死の重傷、不治の病なんでも一息で治してくれる天使。ただし姿を表してくれるのはたった1度だけ。 |
| No.018   | 小悪魔のウインク           | A-18   | このウインクを受けた者は この世のものとは思えないほどの絶頂感を味わうことができる。何度でも現れてウインクしてくれるが中毒に注意。                                                                   |
| No.019   | 遊魂枕                     | A-13   | この枕で寝ると幽体離脱が出来る。ただし24時間以内に体に戻らないと本当の幽霊になってしまう。 |
| No.020   | 心度計                     | B-30   | あなたの今の精神状態を測ってくれる時計。12時に合わせると平常な精神状態に戻る。TPOに合わせて自身の心をコントロールできる。                                                                           |
| No.021   | スケルトンメガネ           | B-27   | 物が透けて見えるメガネ。メモリで強弱の加減が出来る。唯一マサドラの呪文袋だけは透かすことが出来ない。                                                                                                |
| No.022   | トラエモン                 | A-22   | 絶滅寸前の猛獣。腹の袋にモノをつめ込む習性があり。超貴重なアイテムが複数入っているケースも少なくない。                                                                                              |
| No.023   | アドリブブック             | B-30   | 毎回違った物語を楽しめる本。読書を中断する場合。付属のしおりをはさんでおかないと、全然違う話に変わってしまうので要注意。                                                                            |
| No.024   | もしもテレビ               | A-20   | 付属のリモコンに「もしも〜なら」という文章を入力すると、その結果を1〜30時間のドキュメンタリー形式の番組にして放映する。録画も可能。                                                                 |
| No.025   | リスキーダイス             | B-30   | 20面体のサイコロ。1面が大凶で19面が大吉。大吉が出ればとてもいい事が起こる。ただし大凶が出るとそれまでに出た大吉分がチャラになるほどの不幸が起こる。                                                 |
| No.026   | 7人の働く小人              | A-20   | 主人が寝ている間だけ、代わりに働いてくれる小人。ただし主人の能力を越えるほどの要求には応じない。 |
| No.027   | 顔パス回数券               | B-25   | どんな場所でもこの券を渡せば入る事が出来る。1000枚入り。 |
| No.028   | 移り気リモコン             | B-27   | 他人が他人へいだく10種類の感情を10段階の強弱で操作できる。(他人が自分へ抱いている感情は操作できない)                                                                                                |
| No.029   | 強制予約券                 | A-20   | どんな商品でもこの券に商品名を書くと必ず手に入る。ただし市販されているものでないと効果がない。もちろん代金は支払わなければならない。1000枚入り。                                                    |
| No.030   | コネクッション             | B-21   | このクッションに誰かを座らせれば、その人は一回だけあなたのお願いを聞いてくれる。座った人の能力を越えてのお願いは無理。                                                                              |
| No.031   | 死者への往復葉書           | S-13   | 亡くなった人の名前を書いて往信葉書に手紙をしたためておくと、次の日には返信葉書に返事が書かれている。1000枚セット。                                                                                  |
| No.032   | ウグイスキャンディー       | B-30   | この飴をなめると、次に何か飲食するまでの間、 どんな声でも自在に出す事が出来るようになる。1袋50粒入り、10袋セット。                                                                                  |
| No.033   | ホルモンクッキー           | S-13   | このクッキーを食べると24時間の制限付きで性別が変わる。1箱20枚入り、10箱セット。 |
| No.034   | なんでもアンケート         | B-30   | この用紙にあなたに関する様々な質問を書いて人に渡すと、渡された人は全ての質問に正直に答えてくれる。何度でも使える。                                                                                  |
| No.035   | カメレオンキャット         | S-06   | 絶滅寸前の珍獣。飼い慣らせば様々な動物に変身してくれる。ただし体積を変化させることは出来ないので、小さな象や大きなハムスターになってしまうが・・・。                                                |
| No.036   | リサイクルーム             | S-10   | この部屋に壊れた物を入れておくと、24時間後には修理され、新品同様になっている。ただし絶対に時間が来るまで扉を開けてはならない。                                                                      |
| No.037   | 超一流スポーツ選手の卵     | B-30   | 手の中で毎日3時間温めることで、1〜10年後に現実となって孵る卵。温める時に願う気持ちが強いほど、早く孵化する。                                                                                        |
| No.038   | 超一流アーティストの卵     | B-30   | 手の中で毎日3時間温めることで、1〜10年後に現実となって孵る卵。温める時に願う気持ちが強いほど、早く孵化する。                                                                                        |
| No.039   | 大物政治家の卵             | B-30   | 手の中で毎日3時間温めることで、1〜10年後に現実となって孵る卵。温める時に願う気持ちが強いほど、早く孵化する。                                                                                        |
| No.040   | 超一流ミュージシャンの卵   | B-30   | 手の中で毎日3時間温めることで、1〜10年後に現実となって孵る卵。温める時に願う気持ちが強いほど、早く孵化する。                                                                                        |
| No.041   | 超一流パイロットの卵       | B-30   | 手の中で毎日3時間温めることで、1〜10年後に現実となって孵る卵。温める時に願う気持ちが強いほど、早く孵化する。                                                                                        |
| No.042   | 超一流作家の卵             | B-30   | 手の中で毎日3時間温めることで、1〜10年後に現実となって孵る卵。温める時に願う気持ちが強いほど、早く孵化する。                                                                                        |
| No.043   | 大ギャンブラーの卵         | B-30   | 手の中で毎日3時間温めることで、1〜10年後に現実となって孵る卵。温める時に願う気持ちが強いほど、早く孵化する。                                                                                        |
| No.044   | 大俳優の卵                 | B-30   | 手の中で毎日3時間温めることで、1〜10年後に現実となって孵る卵。温める時に願う気持ちが強いほど、早く孵化する。                                                                                        |
| No.045   | 大社長の卵                 | B-30   | 手の中で毎日3時間温めることで、1〜10年後に現実となって孵る卵。温める時に願う気持ちが強いほど、早く孵化する。                                                                                        |
| No.046   | 金粉少女                   | A-13   | 全身から金粉をふき出す少女。1日1回の入浴で約500gの金がとれる。非常に内気でずっと家から出ない。 |
| No.047   | 睡眠少女                   | A-11   | あなたの代わりに眠ってくれる少女。これであなたは眠ること無く24時間行動可能となる。 |
| No.048   | 発香少女                   | A-15   | あなたにとって最も心地よい香りを出す少女。そばにいるだけで、ストレスが解消され元気になる。 |
| No.049   | 手乗り人魚                 | B-23   | その名の通り、手に乗るほどの大きさの人魚。住み心地が良い場所だと機嫌が良くなり、とても美しい声で歌うことがある。                                                                                    |
| No.050   | 手乗りザウルス             | A-11   | その名の通り、手に乗るほどの大きさの恐竜。非常に進化が早く、環境に合わせて世代ごとに姿を変えて行く。                                                                                                |
| No.051   | 手乗りドラゴン             | S-10   | その名の通り、手に乗るほどの大きさの竜。飼い主の言うことをよく聞く。愛情を込めて育てると言葉も話すようになる。                                                                                      |
| No.052   | 真珠蝗                     | B-30   | 腹に真珠を持つ蝗。十数年に1度、大発生する。 |
| No.053   | キングホワイトオオクワガタ | A-30   | 伝説の昆虫。特殊なフェロモンで他の昆虫を誘惑し働かせて、一大コロニーを作り上げる。唯一コロニーの外に出るのは夕方の散歩。                                                                            |
| No.054   | 千年アゲハ                 | A-25   | 伝説の昆虫。この蝶を捕まえることが出来た者は、その後、何代にも渡り繁栄することから、この名がついた。                                                                                                |
| No.055   | 仕返し商店                 | A-20   | 店主に日頃の恨みを告白すれば、その程度に応じて恨んでいる相手に報復してくれる。金額を上乗せすることで、より重い仕返しも可能。                                                                        |
| No.056   | 思い出写真館               | B-25   | 年月日と時間を言えば、その時の自分の姿を写真にしてくれる写真店。連続撮影も可能。 |
| No.057   | 隠れ家不動産               | A-11   | 好きな場所にあなただけの秘密の部屋を作ってくれる。入居条件は誰もその部屋に入れないこと。部屋のことをしゃべらないこと。                                                                              |
| No.058   | レンタル秘密ビデオ店       | A-13   | 他人の秘密を見ることが出来るビデオ店。入会条件は借りたビデオを誰にも見せない、内容を誰にも話さない。                                                                                                |
| No.059   | 即席外語スクール           | A-20   | ここで勉強した時間が専用タイマーに加算される。このタイマーを押している間だけ、外国語が堪能になる。                                                                                                  |
| No.060   | 失くし物宅配便             | B-30   | 専用ダイヤルに電話して、失くした物の説明をすれば次の日にはそれを届けてくれる。失くしてから1か月以上経った物でないと受け付けてもらえない。                                                           |
| No.061   | コインドック               | A-20   | 500Jで体の全てを調べてくれる。ただし回答は「異常なし」か「異常あり」かの2通りだけ。「異常あり」の時は病院へ。                                                                                       |
| No.062   | クラブ王様                 | A-20   | この店の中にいる間は、店内の誰もがあなたの命令を聞いてくれる。ただしこの店での1時間は店外の1日を意味する。                                                                                          |
| No.063   | バーチャルレストラン       | A-30   | 頼めばどんな料理でも出してくれる。満腹感を得られるが実際には食べた気になっているだけで何も腹に入っていない。最後に栄養剤をくれる。                                                                  |
| No.064   | 魔女の媚薬                 | B-30   | この薬に口づけをして意中の相手に飲ませれば、その人はあなたの虜となる。1粒の効き目は1週間。ビン500粒入り。                                                                                           |
| No.065   | 魔女の若返り薬             | S-10   | 1粒飲めば1歳若返る薬。若返るのは肉体のみで、知識、記憶はそのまま残る。年以上の数を飲むと死んでしまうので要注意。1ビン100粒入り。                                                                    |
| No.066   | 魔女の痩せ薬               | S-28   | 1粒飲めば1kg体重が減る薬。1ビン200粒入り。体重以上の数の薬を飲むと死んでしまうので要注意。 |
| No.067   | 長老の背伸び薬             | B-20   | 1粒飲めば1cm背が伸びる薬。1ビン100粒入り。20歳を過ぎてからの服用が望ましい。 |
| No.068   | 長老の精力増強剤           | A-20   | 肉体の一部がものすごく元気になる薬。回数、持続力とも文句無し。1ビン500粒入り。 |
| No.069   | 長老の毛生え薬             | B-30   | 塗った所がフサフサになる薬。塗る時は手袋を着用すること。でないと手の平や指先にも毛が生えてしまう。1ビン200ml(頭なら10人分)                                                                          |
| No.070   | マッド博士の筋肉増強剤     | A-16   | 飲むとイメージ通りの筋肉を得ることができる。1日1ℓ1週間飲み続けなければならないが、おそろしくまずい。1ℓビン10本入りの箱、7箱セット。                                                                 |
| No.071   | マッド博士のフェロモン剤   | A-20   | 体に吹き掛けると異性にとてもモテるようになる。ただし効き目をセーブできないので、ストーカーの大量発生など問題も多い。注意が必要。                                                                    |
| No.072   | マッド博士の整形マシーン   | A-15   | なりたい顔の写真をインプットすればその通りに整形してくれる。何度でも手術可能だが、5%の確率で手術が失敗し、1%の確率でマシーンそのものが壊れる。                                                      |
| No.073   | 闇のヒスイ                 | A-15   | 悪魔の加護を受けた宝石。持ち主に危機がふりかかりそうになると、他人にその厄災を渡してしまう。 |
| No.074   | 賢者のアクアマリン         | A-15   | 所有している者は、一生を通して付き合うことの出来る、知識豊かな友人を何人も得るだろう。 |
| No.075   | 奇運アレキサンドライト     | A-20   | 所有している者は他の者が決して味わえないような貴重な体験をすることが出来る。幸運が不運かは選ぶことが出来ないが・・・。                                                                              |
| No.076   | さまようルビー             | B-30   | このルビーの持ち主は巨万の富を得る代わりに定住を許されない。1週間と同じ地に留まることはないだう。                                                                                                   |
| No.077   | 美を呼ぶエメラルド         | S-10   | 持ち主の周りには美の奉仕者が吸いよせられるように集まってくる。あなた自身も輝き、見違えるほど魅力的になれるだろう。                                                                                  |
| No.078   | 孤独なサファイヤ           | B-30   | このサファイヤの持ち主は巨万の富を得るかわりに一生を一人で過ごす。友人、恋人、家族すらすぐに持ち主の元を離れていくだろう。                                                                          |
| No.079   | レインボーダイヤ           | A-20   | 七色に光り輝くダイヤ。このダイヤを渡してプロポーズすれば100%成功する。手元にダイヤがある限り、2人が離れることはないだろう。                                                                         |
| No.080   | 浮遊石                     | S-07   | その名の通り、宙に浮く石。1カラットほどの大きさの石で、人間1人浮かすことができる。太陽の光を当てないと浮力を得られない。                                                                            |
| No.081   | ブループラネット           | SS-05  | 唯一無二の青で輝く宝石。成分構成上、どの鉱物にも属さないので、宇宙からの贈り物という意味を込めてこの名がついた。                                                                                    |
| No.082   | 天罰のつえ                 | A-15   | 罰を与えたい人の名前を唱えながらこの杖を天にかざすと、貴方か相手の今までより多くの悪行をなした方に強い災いがふりかかる。                                                                            |
| No.083   | 真実の剣                   | B-22   | 偽りのものを一刀両断にする剣。裁判にも使われ、犯罪者をふるえあがらせた。真実を切ると刃が粉々にくだけちるが、鞘におさめておくと1日で再生する。                                                       |
| No.084   | 聖騎士の首飾り             | D-60   | これを身につけたプレイヤーは呪いをはね返すことができる上、触れたカードの呪いも解くことができる。 |
| No.085   | 身代わりの鎧               | S-08   | カード化を解除した武器による攻撃を全て無効化してくれる鎧。ただし攻撃の耐用回数は1〜100回のランダムで、突然壊れるから注意。                                                                          |
| No.086   | 挫折の弓                   | A-11   | 装備すると残っている弓の数だけ「離脱」を唱えることができる。弓は10本入り。「離脱」を唱えるたびに1本減っていく。                                                                                     |
| No.087   | 信念の楯                   | S-15   | これを装備したプレイヤーの半径20m以内にいると「左遷」「初心」「漂流」「衝突」の呪文が無効になる。                                                                                                   |
| No.088   | 不死の大金槌               | A-15   | この金槌で殴られた者は、ランダムで攻撃呪文のいずれかの効果をうける。これを防御呪文で防ぐことは出来ない。ただし「堅牢」「聖騎士の首飾り」の使用者には無効。                                          |
| No.089   | 税務長の籠手               | A-20   | 装備すると「徴収」の呪文が使えるようになる籠手。ただし1回となえるごとに装備プレイヤーの指定ポケット内のカードをランダムに1枚破壊する。(指定ポケットにカードが1枚も入っていないと「徴収」は使えない) |
| No.090   | 記憶の兜                   | A-20   | これをかぶっている時に見聞きしたことは決して忘れない。非常に重く大きいのがタマにキズ。 |
| No.091   | プラキング                 | A-20   | 組み合わせ次第でどんな乗り物でも作ることができるプラモデルキット。もちろん1分の1スケールで運転もできる。ただし燃料は別売り。                                                                        |
| No.092   | 影武者切符                 | S-07   | この切符を切って代わりたい人に渡すと、24時間その人の代わりを勤めることが出来る。1000枚入り。 |
| No.093   | 人生図鑑                   | B-28   | 生まれてからこれまで自分に関わってきた人々を全て収録している図鑑。登録人物とのエピソードや会話録など思い出満載。最終的に数十万頁におよぶことも珍しくない。                                          |
| No.094   | 盗賊の剣                   | S-10   | この剣で攻撃が成功すると、攻撃した相手にランダムで「強奪」「掏摸」「窃盗」のいずれかの効果を与えることができる。ただし「堅牢」「聖騎士の首飾り」の使用者には無効。                                  |
| No.095   | 秘密のマント               | A-20   | 身につけていると永続的に「暗幕」の効果が得られる。 |
| No.096   | 千里眼の蛇                 | A-12   | ランクC以上のカードを1枚食べさせると、代わりに「念視」のカードを吐き出す蛇 |
| No.097   | 3Dカメラ                   | A-20   | 撮影したものを立体のまま現像できるカメラ。サイズも調節可能で、質感もそのまま再現できる。 |
| No.098   | シルバードッグ             | S-08   | 絶滅寸前の珍獣。銀色の毛を有する。しかも糞が銀でできている。1日5gの金をドッグフードに混ぜて与えると、1kgの銀糞を出す。                                                                              |
| No.099   | メイドパンダ               | S-06   | 絶滅寸前の珍獣。大変きれい好きで、料理が趣味。個体によっては洋裁やガーデニングもたしなむ。何よりも人間の子供の面倒を見るのが得意。                                                                  |

### スペルカード
| カード番号 | カード名                       | ランク | 機能 |
| ---------- | ------------------------------ | ------ | --- |
| No.1001    | 盗視（スティール）             | G-200  | 対象プレイヤー1名のフリーポケットを全て見る。（ゲーム内で出会ったことのあるプレイヤーに限る） |
| No.1002    | 透視（フルラスコピー）         | F-150  | 対象プレイヤー1名の指定ポケットページを全て見る。（ゲーム内で出会ったことのあるプレイヤーに限る） |
| No.1003    | 防壁（ディフェンシブウォール） | G-400  | 他プレイヤーからの攻撃呪文を1度だけ防ぐ。 |
| No.1004    | 反射（リフレクション）         | E-120  | 他のプレイヤーからの攻撃呪文をはね返し、効果を相手プレイヤーに返す。 |
| No.1005    | 磁力（マグネティックフォース） | C-50   | 指定した他のプレイヤー（ゲーム内で出会ったことのあるプレイヤーに限る）のいる場所へ飛ぶ。 |
| No.1006    | 掏摸（ピックポケット）         | F-170  | 他プレイヤー1名のフリーポケットのカードをランダムに一枚奪う。 |
| No.1007    | 窃盗（シーフ）                 | C-50   | 他プレイヤー1名の指定ポケットのカードをランダムに一枚奪う。 |
| No.1008    | 交換（トレード）               | E-100  | 他のプレイヤー1名のカードと自分のカード1枚ずつランダムに入れ換える。 |
| No.1009    | 再来（リターン）               | G-380  | 指定した街（行ったことのある街に限る）へ飛ぶ。 |
| No.1010    | 擬態（トランスフォーム）       | A-20   | 持ちカード1枚を別の持ちカードに変身させる。 |
| No.1011    | 複製（クローン）               | D-70   | 対象プレイヤー1名の指定ポケットカードからランダムに1枚選び、そのカードに変身する。 |
| No.1012    | 左遷（レルゲイト）             | F-140  | 対象プレイヤー1名を島のどこかへ飛ばす。 |
| No.1013    | 初心（デパーチャー）           | D-65   | 対象プレイヤー1名をスタート地点へ飛ばす。 |
| No.1014    | 離脱（リーブ）                 | B-30   | 対象プレイヤー1名を島の外へ飛ばす。 |
| No.1015    | 念視（サイトビジョン）         | D-70   | 対象プレイヤー1名のカードデータを全て見る。 |
| No.1016    | 漂流（ドリフト）               | F-270  | 行ったことのない街へ飛ぶ。（全ての街に行ったことがある場合、その場から動かずカードは破壊される。） |
| No.1017    | 衝突（コリジョン）             | F-200  | 会ったことのないプレイヤーのいる場所へ飛ぶ。 |
| No.1018    | 徴収（レヴィ）                 | B-25   | 呪文を使用したプレイヤーの半径20m以内にいるプレイヤー全員から1枚ランダムにカードを奪う。 |
| No.1019    | 城門（キャッスルゲート）       | F-200  | 他のプレイヤーからの近距離攻撃呪文を1度だけ防ぐ。 |
| No.1020    | 贋作（フェイク）               | C-40   | 「贋作」をNo.001から099のいずれか1枚のカードに変化させる。変身したカードは指定ポケットに入れることは出来るが、コンプリートカードの対象にはならないし、アイテム化も出来ない。カード化限界枚数にもカウントされない。                                                                                                |
| No.1021    | 強奪（ロブ）                   | B-30   | 他プレイヤー1名の持ちカードをどれでも好きに1枚奪う。 |
| No.1022    | 堕落（コラプション）           | C-40   | 対象プレイヤー1名のランクB以上のカードから1枚選んで、ランクD以下の好きな番号のカードに変身させる。（カード化限界枚数がMAXの場合と対象プレイヤーにB以上のカードがない場合、「堕落」は破壊される。）変化後番号違いの指定ポケットに入っているカードは破壊される。                                                    |
| No.1023    | 妥協（コンプロマイズ）         | B-25   | 対象プレイヤー1名のランクA以上のカードから1枚選んで破壊する。破壊されたプレイヤーは、かわりに破壊されたカードの3ランク下の好きな番号のカードを得る。対象プレイヤーにA以上のカードがない場合、「妥協」は再びカード化しプレイヤーに戻る。（指定した3ランク下のカードの限界枚数がMAXだった場合カードはもらえない。） |
| No.1024    | 看破（ペネトレイト）           | D-80   | 対象プレイヤー1名の「贋作」「複製」「擬態」によって変化したカードを全て元に戻す。その結果、指定ポケットに入っている番号違いのカードは全て破壊される。「看破」は「贋作」「複製」「擬態」の対象にならない。 |
| No.1025    | 暗幕（ブラックアウトカーテン） | F-200  | このカードを使用すると他プレイヤーからの「窃盗」「透視」を1回防ぐことができる。（「暗幕」の効果が継続中に、もう1枚「暗幕」を使用しても、効果は2回分にはならない。） |
| No.1026    | 聖水（ホーリーウォーター）     | A-20   | このカードを使用したプレイヤーは、他プレイヤーからの攻撃呪文を10回防ぐことができる。（「聖水」の効果が継続中に、もう1枚「聖水」を使用しても、防御回数は増えない。）このカードは呪文による奪取や破壊の対象にならない。                                                                                             |
| No.1027    | 追跡（トレース）               | E-109  | 対象プレイヤー1名の現在位置を常に知ることができる。（対象プレイヤーがゲーム外に出るまで効果は継続する。） |
| No.1028    | 投石（ストーンスロー）         | E-100  | 他のプレイヤー1名のフリーポケットのカードをランダムに1枚選んで破壊する。（対象プレイヤーのフリーポケットにカードが1枚もなかった場合、「投石」は破壊される。） |
| No.1029    | 凶弾（ショット）               | E-120  | 他のプレイヤー1名の指定ポケットのカードをランダムに1枚選んで破壊する。（対象プレイヤーの指定ポケットにカードが1枚もなかった場合、「凶弾」は破壊される。） |
| No.1030    | 道標（ガイドポスト）           | E-120  | 指定した番号のアイテムがある場所を知ることができる。（No.000を除く） |
| No.1031    | 解析（アナリシス）             | G-400  | 指定した番号のアイテムカードの説明を見ることができる。（No.000を除く） |
| No.1032    | 宝籤（ロトリー）               | G-350  | ランダムに1枚何かのアイテムカードに変身する。 |
| No.1033    | 密着（アドヒージョン）         | C-50   | 対象プレイヤー1名の指定ポケットの全データを常に知ることができる。（対象プレイヤーがゲーム外に出るまで効果は継続する。） |
| No.1034    | 浄化（ピュリファイ）           | D-55   | 攻撃呪文による変身を無効化し、元に戻す。（元に戻したカードが限界枚数MAXだった場合、アイテムとして戻り、その後カード化は出来ない。呪文カードが限界枚数MAXでアイテムとして戻った場合、その呪文が使える状況になければ破壊される。）                                                                                  |
| No.1035    | 堅牢（プリズン）               | S-10   | 指定したページのポケット入っているカードは、ポケットに入っている限り永続的に呪文による奪取・破壊の対象にならない。（指定できるページは1から11までのいずれかに限り、フリーポケットのページは選べない。） |
| No.1036    | 神眼（ゴッドアイ）             | S-10   | 使用したプレイヤーはNo.001から099までの全てのカードについて、「解析」と「名簿」の効果をいつでも得ることができる。（使用したプレイヤーがゲーム外に出るまで効果は継続する。） |
| No.1037    | 再生（リサイクル）             | F-170  | カード化を解除されたアイテムを、もう1度カード化することができる。（ランクC以下のアイテムに限る。対象アイテムのカード化限度枚数がMAXだった場合、再カード化は出来ず、「再生」は破壊される。） |
| No.1038    | 名簿（リスト）                 | G-350  | 対象アイテムを1種指定し、現在そのアイテムカードを所有している人数とカードの合計枚数を知ることができる。 |
| No.1039    | 同行（アカンパニー）           | F-130  | 呪文を使用したプレイヤーを含め、その半径20m以内にいるプレイヤー全てを指定した街（行ったことのある街に限る）か指定したプレイヤー（ゲーム内で出会ったことのあるプレイヤーに限る）のいる場所に飛ばす。 |
| No.1040    | 交信（コンタクト）             | F-200  | 他プレイヤー1名（ゲーム内で出会ったことのあるプレイヤーに限る）と本を通じて会話することができる。（最大3分間、途中で交信を切ることができるのは「交信」を使用したプレイヤー側のみ。） |

### その他のカード
| カード番号 | カード名             | ランク | 機能 |
| ---------- | -------------------- | ------ | --- |
| No.-003    | 排除（エリミネイト） |        | ゲームマスター専用呪文カード。G.Iに不当な方法で侵入した者すべてをアイジエン大陸のどこかへ飛ばす。                                                             |
| No.100     | 島の地図             | G-400  | 島の形だけが示されている地図。実際に行ったり、情報を仕入れることで、中身が自動的に埋まっていく魔法の地図。                                                    |
| No.101     | 島の地図             | D-70   | 街や地名などが細かく記載されている地図。特産情報やおすすめスポット、裏道マップなどお買い得情報、満載。                                                        |
| No.102     | 引き換え券           | SS-150 | 「大天使の息吹」と交換することができる券。「大天使の息吹」のカード化限度枚数がMAXの時にのみ手に入れることができる。                                           |
| No.110     | 支配者からの招待     | SS-1   | この島の支配者からの招待状。城の場所を示した地図とバッジが同封されており、それを持つ者のみが入城が許される。                                                  |
| No.163     | 病気の村人           | F-150  | 島の風土病にかかった村人たち |
| No.263     | 元気な村人           | C-50   | 島の風土病から回復して元気になった村人たち |
| No.266     | 通行チケット         | B-150  | G・Iから出るときに必要な券。所長から金で買うか所長を倒すと手に入る。ちなみに無理難題をいくら聞いてもチケットはくれない。                                      |
| No.572     | 1つ目巨人            | G-333  | 巨人族の中で、もっとも巨大な種族。集団での行動を好み、縄張りに入りこんできた生物を襲う。知能は低く、弱点の目を攻撃されると、意外に脆い。                      |
| No.585     | バブルホース         | C-50   | 紅白のシャボン玉で外敵を惑わし身を守る。攻撃力はほとんどないが、音の大きさにはビックリするだろう。                                                            |
| No.598     | 郡狼の長             | C-45   | 群れで旅人を襲う狼のリーダー。Cクラスで最強の体力と攻撃力を誇る。長を倒さないと部下の狼は際限なく出現する。                                                   |
| No.607     | 10000J               | H-∞    | G・Iの最高額の紙幣。カード化を解除した場合の形状は国際通貨紙幣と全く同じ。（カード状でないとG・Iでは無価値である）                                            |
| No.673     | マリモッチ           | D-80   | 超高速で移動するボール状の生き物。固さはゴムボール程度で攻撃されてもダメージはないが、顔面に直撃の体当りをくらうと、かなりムカツく。                          |
| No.697     | メラニントカゲ       | E-100  | 牛を丸飲みするほど巨大なトカゲ。押されるだけで気絶してしまう程、敏感なホクロが背中のどこかに1つあり、それを隠すために大小様々な斑点でカムフラージュしている。 |
| No.711     | リモコンラット       | H-800  | 念能力で物を操って身を守る操作系ネズミ。とても臆病で、いきなり他の生物と出会うだけで気絶してしまう。繁殖力旺盛で島中どこでも見かけることができる。            |
| No.1217    | ガルガイダー         | F-185  | この島の3大珍味の1つ。外見から想像できないほど繊細な味である。雌の卵には長寿の効果があると信じられている。煮ても焼いてもうまい。                              |
| No.7018    | ギドン               |        | |
| No.21449   | 石                   | H-∞    | 道端にある、何のへんてつもない石。人に向かって投げれば、そこそこのダメージは与えられる。                                                                      |
| No.xxxxx   | 呪われた幸運の女神像 |        | |
| No.xxxxx   | 誰かの色紙           |        | |
| No.xxxxx   | アンティーク時計     |        | |
| No.xxxxx   | 招かず猫             |        | |

## 制作者
作中の主人公であるゴンの父親、ジン・フリークスを中心とした11名の念能力者によって作られた。ゲーム名は制作者全員のファーストネームの頭文字が由来。以下、作中で判明している制作者名と役割など。11人で制作して、5人で運用している。
- G…ジン・フリークス：プロジェクトの中心人物。
- R…レイザー：放出系能力者の元囚人で、スペルカードを使った移動システム等とある指定カードのイベントを担当。
- EE…エレナとイータ（双子の姉妹）：ゲーム開始時の説明と島外へ出る港の受付を担当。
- D…ドゥーン：ナンバー000のカード授与と、クリアイベントに関わる。本当の頭文字はWだがジンに強制的に改名させられたため現在の頭文字はD。
- L…リスト：G・I城の案内人。

## グリードアイランドの正体
多くのプレイヤーは自らの身体・精神がゲームの仮想世界に入り込んでプレイしていると考えているが、G・Iは現実世界にある。よって、ゲーム開始時に行う「発」は単に対象者を島へ瞬時に移動させる仕掛けである。
地理的にはヨークシンシティの真東に位置し、各種公共交通手段から隔絶された位置にある。北海道ほどの面積を有し、海流の関係で船での漂着はまず起こり得ない。意図して渡航した者はゲームマスターによって排除される。
各種スペルやゲームシステムなどは念能力が大きく関与している。具現化、念をかけたもの、（クリア後の持ち帰りが可能とされていることから）おそらく実在の超常アイテム、製作者11人のジョイントなど複数の要素で実現され、条件に場所の限定などもある。運営は初期スタッフ5人が行い、不足分は犯罪者の念使いに働いてもらうことで実現している。

## ジンの目的
ゲーム開始時にゴンに向けられたメッセージでは「オレ達のつくったゲームを自慢したかっただけ」とされているが、ゲームを順序よく進めていけば自然と強くなれるようプログラムされており、「息子であるゴンを強く育てるため」に制作したのではないか、とゴンの師匠であるビスケによって推測されている。
また、後述のクリア特典と裏技によって移動系スペルカードを使い、ゴンが自分に会いに来ることも想定していたようである。

## クリア特典
指定ポケットカードを3枚入れることができるバインダーが手に入る（ただし同一のカードを入れることは出来ない）。このバインダーに入れたカードは現実世界（G・I外）に持ち帰り使用することができる。
指定ポケットカードでないカードは持ち帰る事は出来ないが、裏技として「擬態」を使い指定ポケットカードに変身させる事でスペルカードその他を現実世界に持ち帰る事が可能（ただし、元のカードに戻すために「聖騎士の首飾り」を一緒に持ち帰る必要がある）。ただしこれは、一度使ってしまえばそれで消滅してしまう上に現実世界で使っても意味のないカードが多いにも拘らず、貴重品を手に入れられるチャンスを放棄して指定ポケットを2つも潰すという不釣り合いな選択をする必要がある。
クリア後にグリードアイランドがどうなるかは不明。